# Beligh Mehmed Emin
Beligh Mehmed Emin o Beliğ Mehmed Emin en grafia turca moderna (mort 1760) fou un poeta otomà de Yenişehir.
Era un ulema i va servir com a cadi a algunes ciutats del Balcans. Va morir a Eski Zaghra. El seu diwan fou publicat a Istanbul el 1842; la seva poesia és de qualitat mitjana, però algunes mostren un bon grau descriptiu. La seva obra principal, en quatre tardji band, descriu els artesans turcs i els seus oficis d'una manera molt viva i descriptiva.